# Jacobo Fijman
Jacobo Fijman (Orhei, Besarabia, actual Moldavia, 25 de enero de 1898 - Buenos Aires, 1 de diciembre de 1970) fue un poeta argentino. Formó parte de la vanguardia literaria del grupo Martín Fierro, donde se vinculó con Jorge Luis Borges y Oliverio Girondo. Desarrolló varios oficios irregulares, y a partir de 1921 comenzó a padecer crisis mentales; crecientemente adepto al misticismo, se convirtió al catolicismo en 1930, y colaboró en varias revistas religiosas antes de ser internado definitivamente afectado de psicosis delirante en 1942. Moriría aún internado en 1970.

## Biografía

### Infancia y juventud
Fijman, nacido en Urif, Besarabia, llegó a la Argentina en 1902, donde sus padres habían inmigrado en busca de trabajo; era el mayor de tres hermanos, y tres más nacerían ya en tierra argentina. Tras una breve estancia en Buenos Aires, se trasladaron al sur, donde su padre trabajaba colocando  vías férreas en la línea de Río Negro. En 1907 se mudaron a Lobos, donde haría sus estudios primarios; desde niño mostró gran habilidad para el dibujo. Fijman, una personalidad tumultuosa y difícil, abandonó a su familia en 1917 para volver a Buenos Aires, donde estudiaría el profesorado en francés.
Durante sus estudios en el Instituto de Lenguas Vivas se formó en filosofía antigua, griego y latín. Adepto al violín desde muy joven, acudió con asiduidad a los espectáculos de música clásica, mostrando verdadera pasión por Arcangelo Corelli. Ya graduado, trabajó brevemente como profesor en un liceo de señoritas, hasta sufrir la primera de sus crisis mentales. Abandonando trabajo y hogar, vagabundeó por la Argentina ganándose la vida como músico callejero; de esta época datan sus primeros poemas. Llegado al Chaco, trabajaría como peón un tiempo antes de regresar a Buenos Aires.
Su aspecto y costumbres resultaban chocantes para la época, y a inicios de 1921 fue detenido por la policía, salvajemente interrogado y recluido en la cárcel de Villa Devoto. La crisis mental que le produjo el maltrato llevó a su primera internación en el entonces Hospicio de las Mercedes, afectado de delirios. Fue dado de alta seis meses más tarde, después de haber sido sometido a tratamientos que incluían el electroshock.

### La bohemia
Intentó restablecerse, trabajando como periodista primero en el Uruguay y luego para Mundo Argentino y la revista de la comunidad judía, Vida Nuestra; en esta última aparecen sus primeros poemas publicados, gracias a su amigo de infancia Carlos Grünberg. Tras un nuevo viaje hacia el Litoral, regresa a Buenos Aires, y desempeñaba esta profesión cuando Leopoldo Marechal, promotor de la revista Martín Fierro, lo invitó a unirse al grupo; allí conoció a numerosas personalidades de la vanguardia local, como Alfredo Bigatti, Girondo, Leopoldo Marechal, José Planas Casas y Antonio Vallejo. Los poemas y relatos que publica en varias revistas atrajeron atención, y por esa misma época, en 1926, vio la luz su primer libro Molino Rojo. Sobre Molino Rojo, Fijman dice que "En Molino Rojo hay una gran influencia de la sonata de Corelli 'La locura'. Esta sonata tiene dos formas de ejecución. 'El Loco' y 'La Loca'(...)Molino rojo tenía un título que atrapaba a los anarquistas y socialistas. Reaccionan instantáneos ante el color rojo. Se notaba en la ciudad un estado de demencia general. Y en Molino Rojo desde luego, hay una intención que empieza por la demencia..."
Su estado se había agudizado entretanto, abrazando una suerte de misticismo fascinado con la religiosidad medieval. Sin embargo, pudo desempeñarse con elegancia como columnista de arte para el diario Crítica, cuyo fundador, Natalio Botana, lo había contratado junto con el célebre psicólogo Enrique Pichón Rivière para la sección de cultura.
Entre 1927 y 1928 viajó por primera vez a Europa desde su llegada infantil a las costas argentinas; acompañado de Vallejo llegó a París, donde el surrealismo estaba en plena efervescencia, y conoció allí a los grandes poetas del movimiento, entre ellos André Breton, Paul Éluard y Antonin Artaud. Pese a las afinidades literarias, la inclinación mística lo distanció de los poetas. Contaría más tarde que:

(...) con Artaud nos conocimos en un café, en La Coupole. Estuvimos a punto de pelearnos. Yo me identificaba con Dios y Artaud con el diablo. Y el conde de Lautréamont era un loco perverso. Se había entregado a los vicios y hacía con ellos poesía.

Compensó esas compañías con la frecuente visita de templos y catedrales.

### El misticismo
Desanimado, regresa a la Argentina presa de una gran crisis de fe. Sigue en contacto con la bohemia local, y entabla amistad con el pintor Benito Quinquela Martín, con quien coincide en el Café Tortoni. Fascinado con la pintura medieval y la iconografía religiosa, cuenta entre sus pocas posesiones con estampas de santos e imágenes de la Virgen María; a instancias de su amigo Mario Pinto, comienza a concurrir a reuniones evangélicas organizadas por los monjes benedictinos, y traba amistad con varios escritores católicos que alcanzarían relativa fama en la revista Número. En septiembre de 1929 aparece su segundo libro, Hecho de estampas, algunos de cuyos poemas habían aparecido previamente en La Nación. Recibe una recepción calurosa por parte de la intelectualidad católica, y Tomás de Lara le dedica páginas elogiosas en el órgano de la progresía eclesiástica, Criterio.
El 7 de abril de 1930 es bautizado en la fe católica. Número, que publica obra literaria y crítica suya, anuncia la finalmente frustrada publicación de San Julián el Pobre (cuentos), que debería haberse dado a imprenta en la primavera de ese año. A fines de ese año vuelve a la enseñanza del francés y ahorra algún dinero; gracias a ello, volvería a Europa en un segundo viaje, planeado éste con la ambición de tomar votos sacerdotales y dedicarse a la penitencia entre los benedictinos de Bélgica. Lo atormentaba sin embargo su amor por Teresa, sobrina de Oliverio Girondo, que aparece reiteradamente en sus obras de esta época.
Mucha de su producción de estos años aparece en Número, antes de dar a luz su tercer volumen de versos, Estrella de la mañana (et dabo illi stellam matutinam), aparecido durante la dictadura de José Félix Uriburu. Número desapareció en el curso de 1931, y Fijman se vio nuevamente reducido a la indigencia. Volvió a tocar el violín en las calles y en bares como medio de subsistencia, mientras eludía a sus conocidos; en 1933 La Nación publicó dos obras suyas, y en 1934 ARX imprimiría su poema Letanía del agua perfecta, pero tendría poco contacto con amigos y familia. Apenas la muerte de su madre el 23 de abril de 1934 lo lleva a visitarlos brevemente para desaparecer luego de nuevo.
Como durante su primera crisis, en este período de penuria dibuja compulsivamente, y sobre todo, lee y estudia, devorando las obras de los peripatéticos y los escolásticos. Concurría asiduamente a la Biblioteca Nacional Argentina hasta octubre de 1942, cuando el director de la misma, a la sazón Gustavo Martínez Zuviría, decidió prohibirle la entrada aduciendo que se había dirigido de manera irrespetuosa y violenta al personal. Atacado por una de sus crisis, deambuló varios días por la ciudad, y su comportamiento errático llevó a que la policía allanase el ático en que vivía sobre la Avenida de Mayo; tras la puerta abierta, los oficiales que efectuaron la operación encontraron dos carpetas con apuntes, una caja de lápices, casi un centenar de libros, un peine y una única muda de ropa sucia y en mal estado.

### Segunda internación
Tras exámenes que lo declaran afectado de alienación mental volvió a ser confinado en Villa Devoto, y el 2 de noviembre en el Instituto Neuropsiquiátrico José T. Borda, de donde no sería ya dado de alta. El brutal tratamiento psiquiátrico incluiría nuevos electroshocks y una constante dosis de sedantes.
La década siguiente sería trágica; internado en el hospital, y luego trasladado durante unos años a la Colonia de Alienados Open Door, Fijman careció de contacto con la realidad. En 1948 aparecería retratado en el celebérrimo Adán Buenosayres de Marechal, apenas disimulado con el nombre de Samuel Tesler, "el filósofo villacrespense" y reaparecerá también en Megafón o la guerra de 1970; pero ninguno de sus antiguos amigos haría contacto con él hasta 1952, cuando Osvaldo Dondo, antiguo colaborador de Criterio logra que lo devuelvan al Borda y ve con entusiasmo algunos signos de recuperación. Al año siguiente el diario Clarín publicó la primera nota sobre Fijman en casi dos décadas. 
Con claras señales de mejoría, Fijman pintó y escribió con ahínco durante estos años; declararía más tarde que "entre mi pintura y mi poesía hay una misma mano. Las mismas concepciones". Logró permiso para salir del hospital, y se encontró con antiguos amigos y colaboradores, como Dondo, Lisandro Galtier, y Juan Jacobo Bajarlía. Aparecieron nuevas notas sobre Fijman a partir de 1958, y en ese mismo año logró obtener una pensión de la Sociedad Argentina de Escritores. Para mejorar sus ingresos, traducía obras del francés para los psiquiatras del hospicio.
En 1962 y 1964 parte de su obra fue recopilada como parte de antologías; en 1966 apareció por primera vez en más de 30 años obra inédita, publicada por Galtier en la revista Testigo. Otro poema aparecería dos años más tarde, atrayendo la atención del escritor y abogado Vicente Zito Lema. Tras entablar amistad con el poeta, Lema bregó por obtener su tutela, obteniéndola finalmente en 1969. En mayo de ese año apareció el primer número de la revista Talismán, editada por Lema y dedicada por entero a Fijman, con el subtítulo poeta en hospicio. Pocos meses más tarde la revista Extra, de Bernardo Neustadt, publicó varias notas del mismo Fijman, y su figura volvió a cobrar celebridad. Las revistas de sociedad se ocuparían de él durante un tiempo, y el poeta recibiría invitaciones para publicar y aparecer en los medios; en 1970, invitado a una emisión cultural del Canal 7, Fijman provocó quizás su último escándalo al declarar públicamente que todos los domingos, en misa, los sacerdotes comen mierda.
Lema publicó en julio de ese año El pensamiento de Jacobo Fijman, o el viaje hacia la otra realidad. Gravemente enfermo, Fijman dejó de ser capaz de pasar los fines de semana en la casa de su tutor; aterrado por la perspectiva de una autopsia, pidió reiteradamente a Lema que no permitiera que le destrozaran la cabeza después de muerto. El 1 de diciembre de 1970 falleció, víctima de un edema pulmonar. Pocos amigos acompañaron su velatorio en la sede de la SADE. En 1985 una semblanza póstuma lo recordaría como Jacobo Fiksler en la novela El que tiene sed, de Abelardo Castillo.
Daniel Calméls, realizó dos ensayos sobre Fijman: El Cristo Rojo, Cuerpo y escritura en la obra de Jacobo Fijman, 1996, y  La escritura del reencuentro, 2024, en el segundo capítulo "Jacobo Fijman: obra plástica", dedicado al análisis de su pintura. En 2021 vuelve a aparecer Jacobo Fijman como personaje sosteniendo la trama de la novela Las cuerdas de Jacobo de Virginia Caramés.

## En teatro
En el año 2010 Martín Ortiz y Alan Robinson, escriben la obra Yo Soy Fijman en homenaje a la relación que entablaron Vicente Zito Lema y Jacobo Fijman. La obra es realizada en el teatro El Crisol, dirigida por Marcela Fraiman, el mismo Vicente Zito Lema intepretándose a sí mismo. 
En el año 2011 el director y dramaturgo Alan Robinson decide escribir una obra de teatro junto a su amigo y colega Martín Ortiz en homenaje a la relación entre Jacobo Fijman y Vicente Zito Lema. La obra de teatro Yo soy Fijman es realizada por la compañía El Crisol, y en dicha obra actúa el mismo Vicente Zito Lema recordando la historia real de su relación con su amigo y maestro Jacobo Fijman.
En el año 2018 vuelve la vida de Fijman al teatro. Vicente Zito Lema y Galileo Bodoc escriben la dramaturgia de la obra "El Cristo Rojo". Una verdadera "Ceremonia teatral sobre la poesía y la locura" en homenaje al poeta Jacobo Fijman y a la entrañable relación de Jacobo con su amigo Vicente Zito Lema. 
La obra se estrena en el teatro Hasta Trilce, dirigida por Galileo Bodoc. En la obra "El Cristo Rojo" actúan Alan Robinson, que interpreta de forma brillante a un joven Vicente Zito Lema, y el propio Vicente que interpreta en esta ocasión a Jacobo Fijman.

## Obras
Se indican sólo las ediciones actualmente disponibles.
- Fijman, Jacobo (1985). Poemas. Zaragoza: Olifante Ediciones de Poesía. Selección de poemas. Prólogo de Alberto Luis Ponzo; selección y notas de Carlos Vitale. ISBN 84-85815-10-6.
- Fijman, Jacobo (1998). San Julián el pobre. Buenos Aires: Araucaria. Ed. Alberto a. Arias.
- Fijman, Jacobo (2003). Poesía completa. Buenos Aires: Del Dock. ISBN 987-559-037-1.
- Fijman, Jacobo (2005). Obras (1923-69) 1: Poemas. Buenos Aires: Araucaria. Ed. Alberto a. Arias.